# Libocedrus bidwillii
Libocedrus bidwillii oder Pahautea ist ein immergrüner Nadelbaum aus der Gattung der Schuppenzedern (Libocedrus). Das Verbreitungsgebiet der Art liegt auf der Nord- und Südinsel von Neuseeland. Dort wächst sie in Wäldern in höheren Lagen mit hohen Jahresniederschlägen. Das rötliche Holz ist wenig wertvoll und die Bäume werden selten als Zierbäume, meist nur in Arboreten und größeren Gärten, verwendet.

## Beschreibung

### Habitus

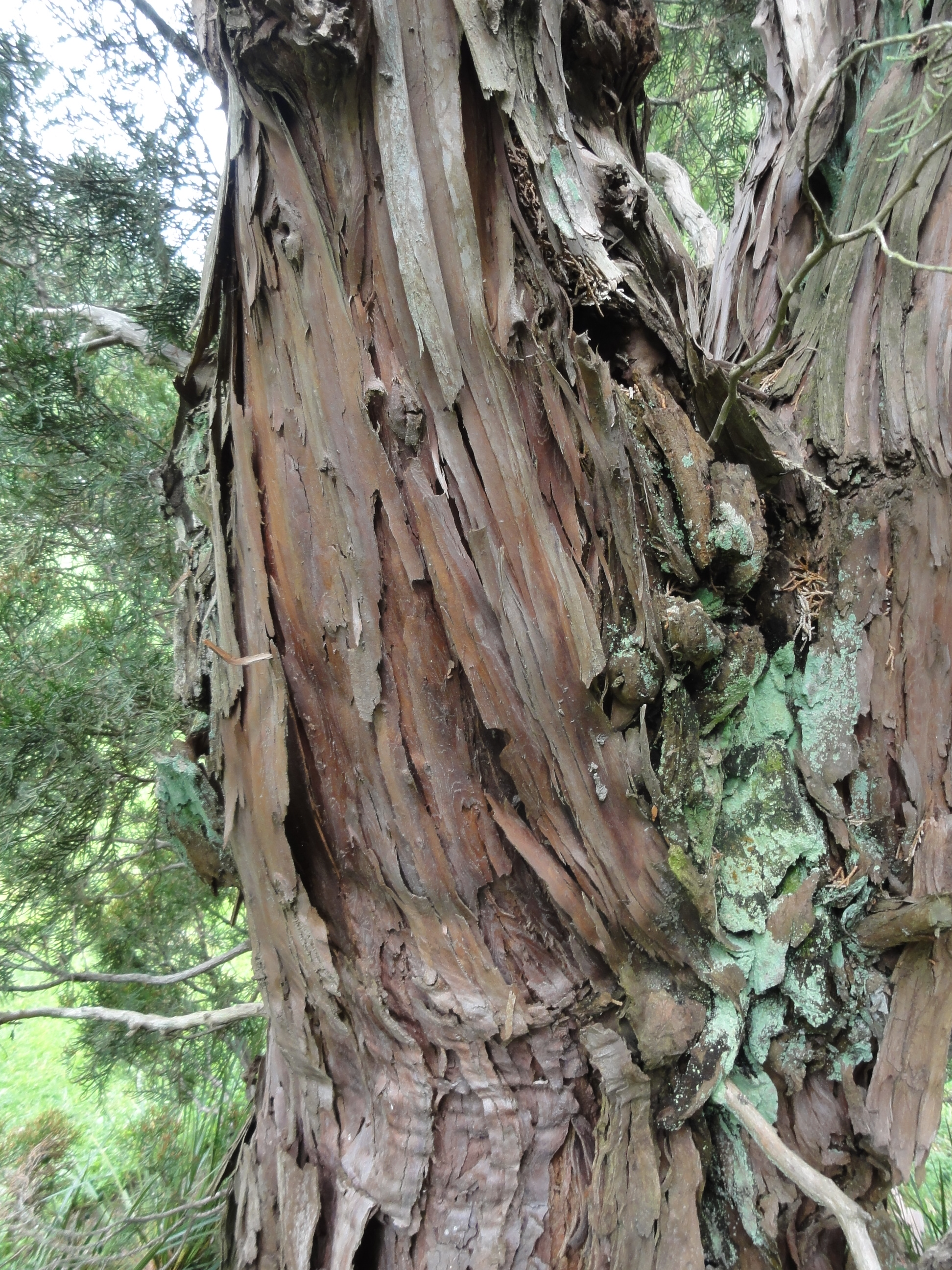
Stammborke

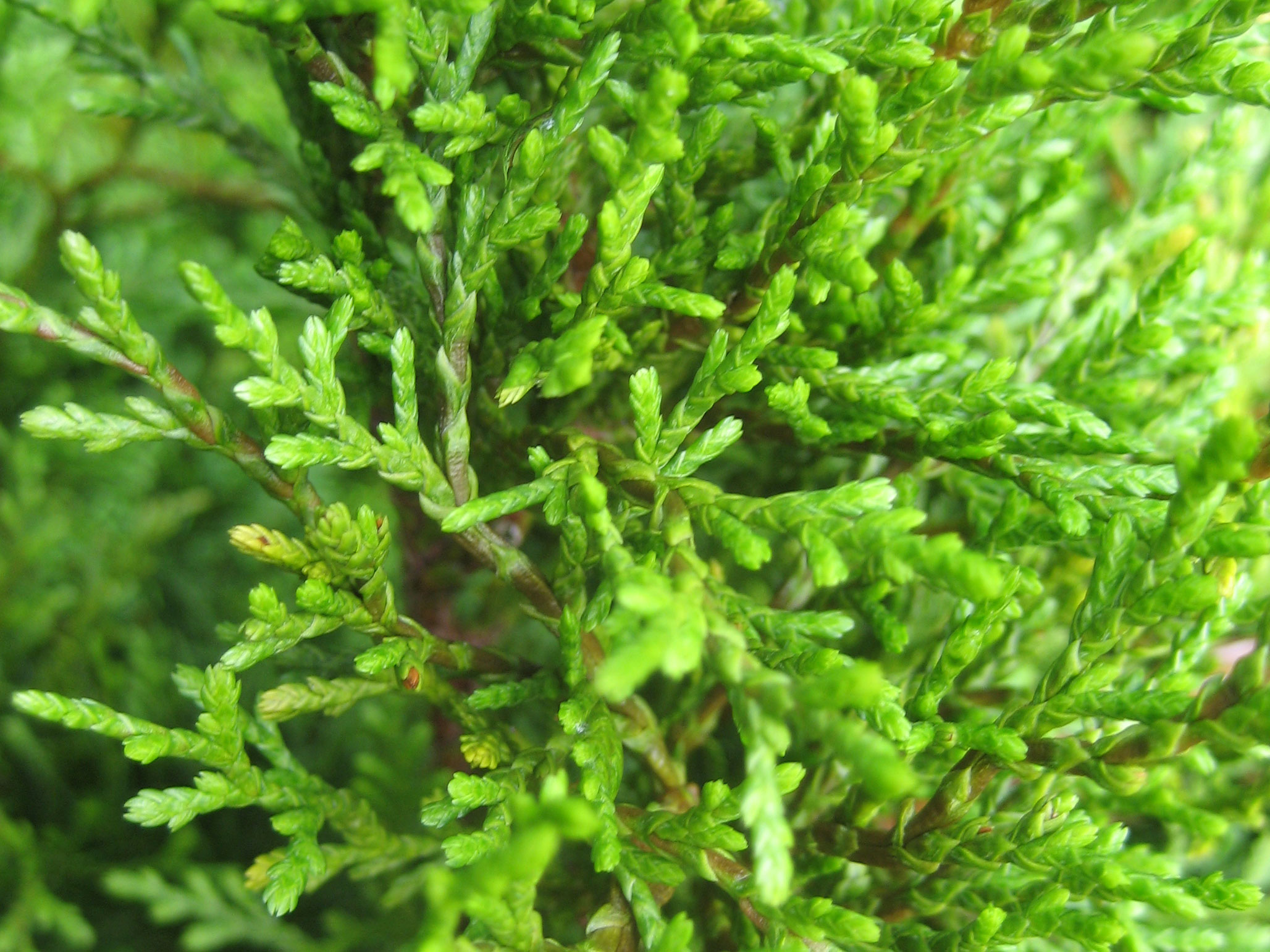
Zweige und Belaubung

Libocedrus bidwillii bildet bis zu 25 manchmal auch 28 Meter hohe Bäume mit Brusthöhendurchmessern von 1 bis 1,5 Metern. Die Borke ist dünn, schuppig, graubraun und blättert in dünnen Streifen ab. Die Äste sind lang, aufsteigend oder ausgebreitet. Die belaubten Zweige sind zahlreich und in dichten, übereinanderliegenden Büschel angeordnet, die bei jungen Bäumen eine pyramidenförmige Krone bilden, bei Bäumen in Wäldern eine unregelmäßige oder konische Krone. Bei jungen Bäumen bilden die belaubten Zweige abgeflachte Büschel, bei älteren Bäumen sind sie unregelmäßig geformt und aufsteigend. Die äußersten Zweige sind beinahe gegenständig bis wechselständig, 5 bis 40 Millimeter lang, vollkommen mit Blättern bedeckt und bleibend. Bei jüngeren Bäumen sind sie abgeflacht, bei älteren zeigen sie einen eher quadratischen Querschnitt.

### Blätter
Die Blätter wachsen kreuzgegenständig und sind an den äußersten Zweigen kurz herablaufend, überlappend und an jungen Bäumen zweigestaltig. Die Flächenblätter sind klein, rhombisch, 1,5 bis 2 Millimeter lang und etwa 1 Millimeter breit, bespitzt bis spitz und angedrückt. Sie werden an der Basis durch die größeren, 2 bis 4 selten bis 6 Millimeter langen und 1,5 bis 2,5 Millimeter breiten, abstehenden und an beiden Seiten abgeflachten und leicht gebogenen, ganzrandigen Kantenblätter bedeckt. Die Blätter älterer Bäume sind kleiner und beinahe gleichgestaltig. Die Blätter bilden beidseitig Spaltöffnungen, bei Flächenblättern nahe der Basis, bei den Kantenblättern sind sie an der Oberseite reduziert, an der Unterseite in einem deutlichen, kurzen Band angeordnet.

### Zapfen und Samen
Die Pollenzapfen stehen einzeln an Zweigenden. Sie sind rundlich bis eiförmig und 2,5 bis 5 Millimeter lang. Die 8 bis 10 manchmal bis 14 Mikrosporophylle wachsen kreuzgegenständig. Sie sind schildförmig, ganzrandig und haben vier gelbe, abaxiale Pollensäcke. Die Samenzapfen stehen an Enden von Zweigen mit gleichgestaltigen Blättern. Das letzte Blattpaar ist 8 bis 12 Millimeter lang und verholzt innerhalb einer Wachstumsperiode. Die Deckschuppen sind 7 bis 10 Millimeter lang, leicht faltig und zurückgebogen. Je Zapfen werden zwei bis vier eiförmige, abgeflachte, spitze, 2 bis 3 Millimeter lange, braune Samen mit weißem Hilum und zwei gegenständigen, dünnhäutigen Flügeln gebildet. Der kleinere Flügel bildet einen 1 Millimeter breiten Streifen, der größere ist gelblich braun, unregelmäßig oval-länglich, 4 bis 5 Millimeter lang und 2 bis 3 Millimeter breit.

### Chromosomenzahl
Die Chromosomenzahl beträgt 2n = 22.

## Verbreitung und Standortansprüche
Das natürliche Verbreitungsgebiet von Libocedrus bidwillii liegt auf der Nord- und Südinsel von Neuseeland in Höhen von 250 bis 1200 Metern. Die Art wächst im montanen bis subalpinen, immergrünen Regenwald und zählt zu den größten Bäumen dieser Umgebung. Sie wächst zusammen mit Halocarpus biformis, Phyllocladus trichomanoides var. alpinus und Podocarpus cunninghamii, in niedrigeren Höhen auch mit der Rimu-Harzeibe (Dacrydium cupressinum). Daneben wachsen Bedecktsamer wie das Südinsel-Eisenholz (Metrosideros umbellata), Nothofagus solandri, Quintinia acutifolia und Weinmannia racemosa. Die Bäume sind langlebig und erreichen ein Alter von 800 bis 1000 Jahren. Der Boden hat einen hohen Anteil organischen Materials und ist meist mit Wasser gesättigt. In höheren Lagen sind die Wälder auf entwässerte Gebiete beschränkt, die von torfigen Mooren mit Riedgras umgeben sind. Das Klima ist feucht mit hohen jährlichen Niederschlägen und häufigem Nebel. Die Sommer sind feucht und kühl.

## Gefährdung
In der Roten Liste der IUCN wird Libocedrus bidwillii als nicht gefährdet („Lower Risk/least concern“) geführt. Es wird jedoch darauf hingewiesen, dass eine neuerliche Überprüfung der Gefährdung nötig ist.

## Systematik und Forschungsgeschichte
Libocedrus bidwillii ist eine Art der Gattung der Schuppenzedern (Libocedrus) in der Familie der Zypressengewächse (Cupressaceae). Sie wurde 1864 von Joseph Dalton Hooker im Handbook of the New Zealand Flora erstbeschrieben. Der Gattungsname Libocedrus leitet sich vom Griechischen libos für „Träne“ oder „Tropfen“ ab, verweist damit auf austretende Harztropfen, und von cedrus dem Gattungsnamen der Zedern. Das Artepitheton bidwillii ehrt den Sammler John C. Bidwill (1815–1853), der Material vieler neuseeländischer Arten an William Jackson Hooker, dem ersten Direktor der Royal Botanic Gardens in Kew geschickt hat.

## Verwendung
Das rötliche Holz der Art ist wenig wertvoll, da es leicht splittert. Die Art wird etwas häufiger als Libocedrus plumosa, der anderen Schuppenzedernart auf Neuseeland, als Zierbaum verwendet, doch beschränkt sie sich meist auf Arboreten und größeren Gärten.